# Панайотіс Гумас
Панайотіс Гумас (грец. Παναγιώτης Γκούμας, 1942, Афіни) — грецький дипломат, Надзвичайний і Повноважний Посол Греції в Україні.

## Біографія
Народився у 1942 році в Афінах. У 1975 закінчив факультети економіки і права Мюнхенського університету, магістр з міжнародних відносин, закінчив школу поглибленого вивчення міжнародних відносин університету Дж. Хопкінса у Вашингтоні; Володіє французькою, англійською, німецькою мовами.
З 1975 по 1977 — працював у Міністерстві закордонних справ Греції;
З 1977 по 1981 — робота в посольстві Грецької Республіки в Дубліні та Нікосії;
З 1988 — заступник глави представництва Грецької Республіки в Бонні (ФРН);
З 1993 - заступник начальника управління міжнародних організацій Міністерства закордонних справ Грецької Республіки;
З 1997 по 2002 — Надзвичайний і Повноважний Посол Грецької Республіки в Республіці Білорусь;
З 2002 по 2006 — Надзвичайний і Повноважний Посол Грецької Республіки в Україні.